# Ohatsu
Ohatsu (お初?) u Ohatsu-no-kata (お初の方?) (1570 – 30 de septiembre de 1633) fue una importante figura de finales del periodo Sengoku. 
Ohatsu tenía lazos familiares cercanos tanto con el clan Toyotomi como con el clan Tokugawa, lo que la posicionó como nexo entre ambos clanes rivales. Incluso después de la muerte de su marido en 1609, Ohatsu tomó parte en las intrigas políticas de su tiempo. Actuó como enlace hasta 1615, cuándo los Tokugawa acabaron con los Toyotomi.
En 1587 (Tensho 15), Ohatsu se casó con Kyōgoku Takatsugu. El hijo de ambos Kyōgoku Tadataka se convirtió en heredero de su padre. Cuándo se casó con su primo Kyōgoku Takatsugu en 1587, este era un daimyō de la actual provincia de Ōmi, con sede en el castillo de Ōtsu y leal a los Toyotomi. Takatsugu era un fudai daimyō (vasallo hereditario) de los Toyotomi con un estipendio de 60,000 koku anuales. Después de 1600, el vasallaje de Takatsugu fue transferido a los Tokugawa y fue premiado con el feudo de Obama en la provincia de Wakasa y unos ingresos de 92,000 koku anuales. Los azares de su marido afectaron a Ohatsu.  Los registros supervivientes de mercaderes de bienes de lujo dan idea de su patronaje y gusto.
Después de la muerte de Takatsugu en 1609, su viuda se retiró a Nozen-zan Jōkō-ji (凌霄山常高寺), un convento budista en Obama, tomando el nombre Jōkō-en (常高院). A pesar de que el clan Kyōgoku se mudó a Izumo-Matsue un año después de la muerte de Ohatsu, fue enterrada en dicho templo según sus deseos.

## Familia
Ohatsu era la segunda de las tres hijas de Azai Nagamasa. Su madre Oichi era la hermana más joven de Oda Nobunaga. Su hermana mayor era Yodo-dono, también llamada Cha-cha. Chacha fue concubina y segunda mujer de Toyotomi Hideyoshi y madre de Toyotomi Hideyori. Su hermana pequeña fue Oeyo, también llamada como Ogō. Ogō fue la mujer principal del Shogun Tokugawa Hidetada y la madre de su sucesor Iemitsu.